# Deutzia scabra
Deutzia scabra är en hortensiaväxtart som beskrevs av Carl Peter Thunberg. Deutzia scabra ingår i släktet deutzior, och familjen hortensiaväxter. Utöver nominatformen finns också underarten D. s. sieboldiana.

## Bildgalleri

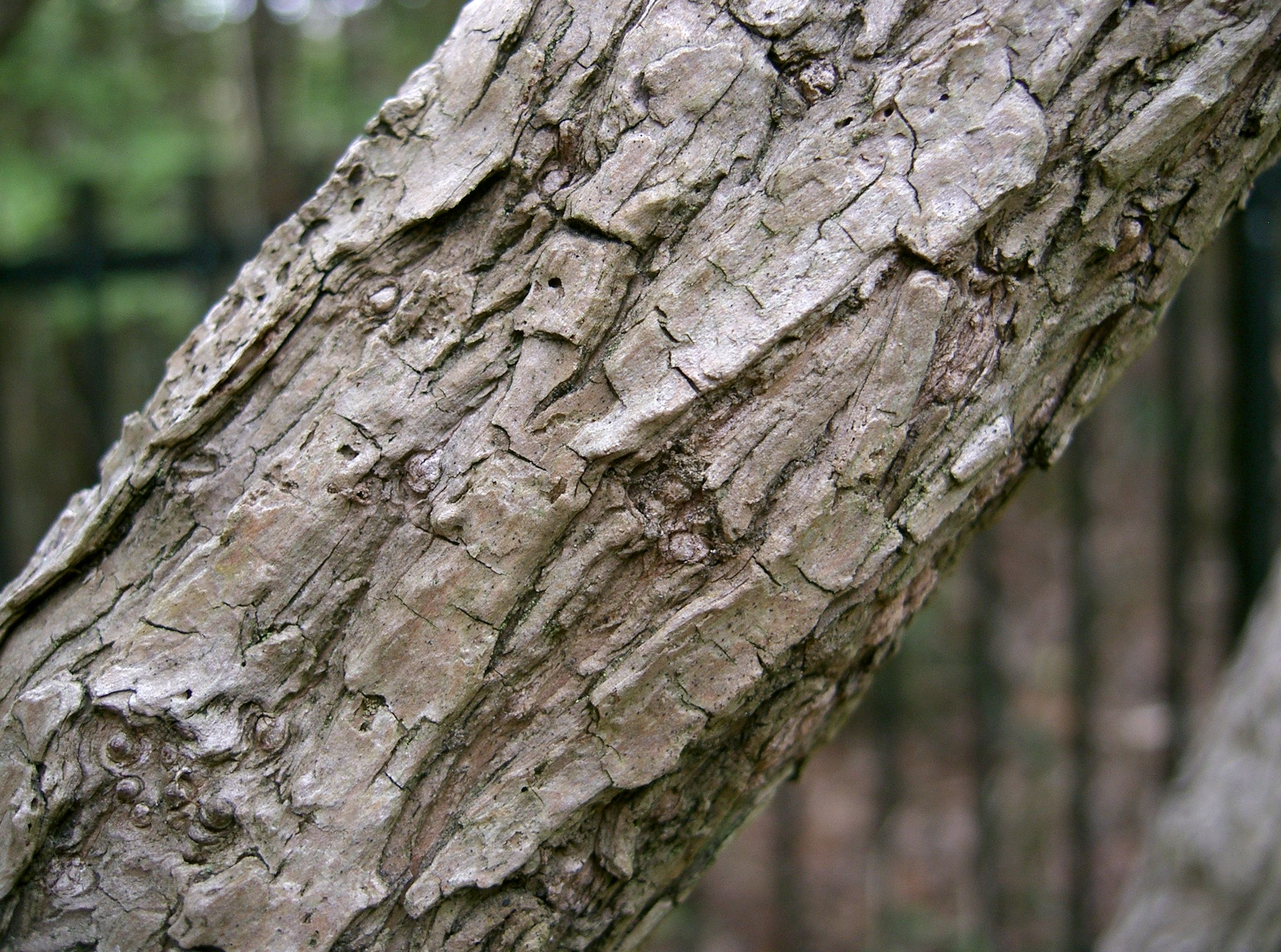
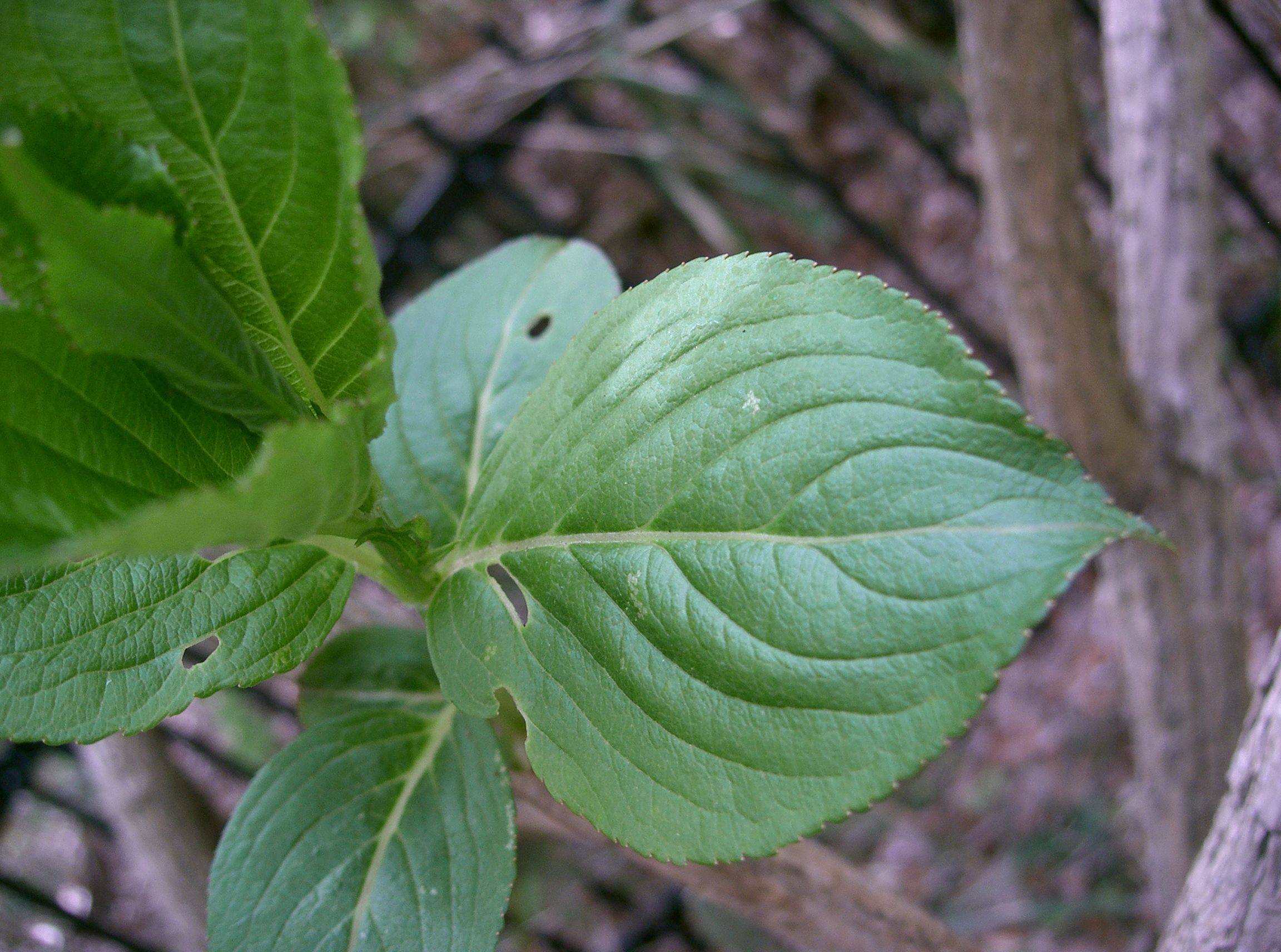
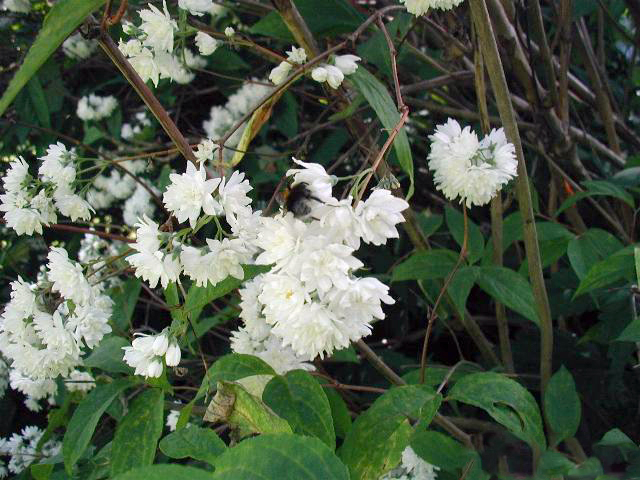
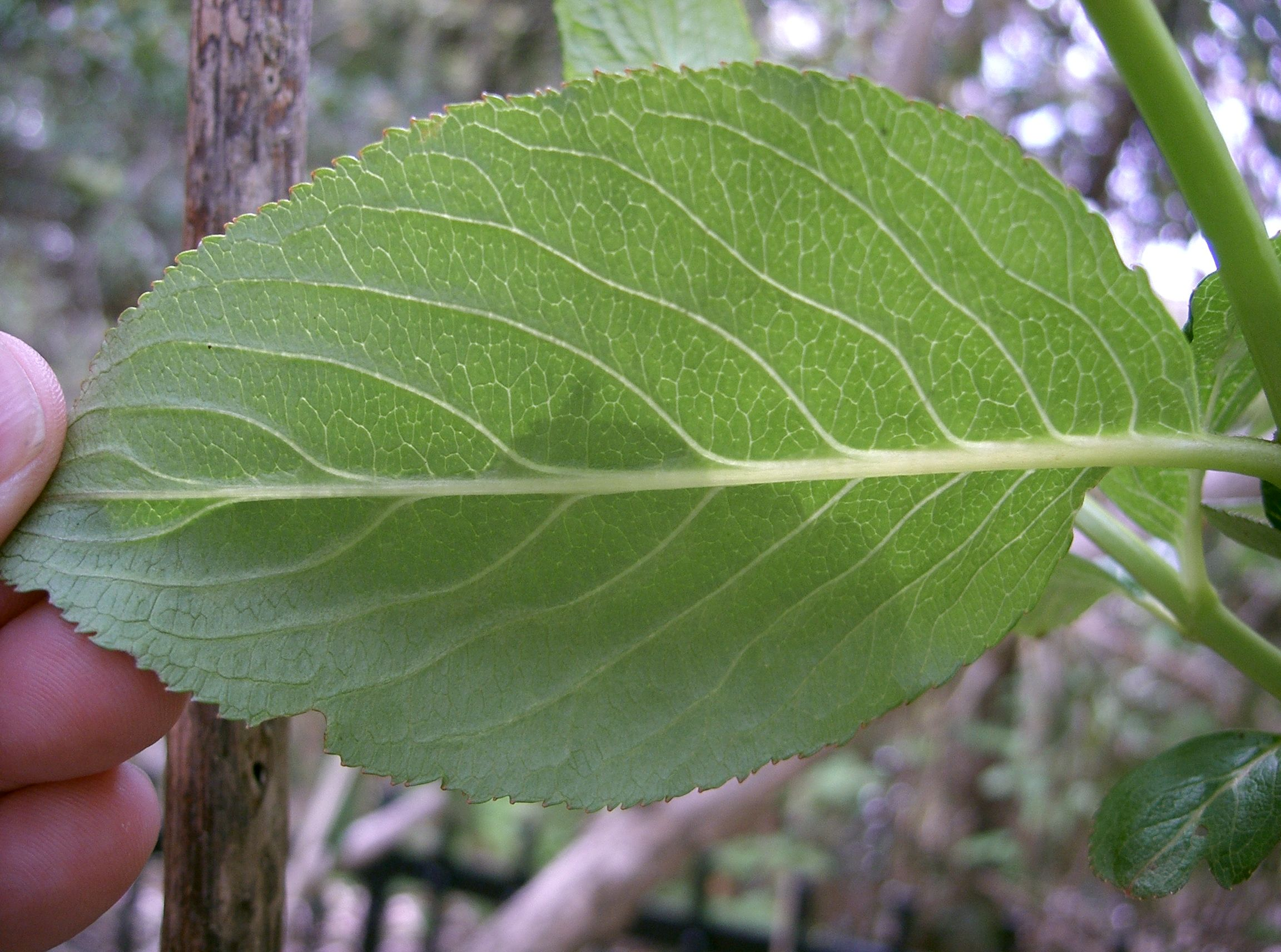
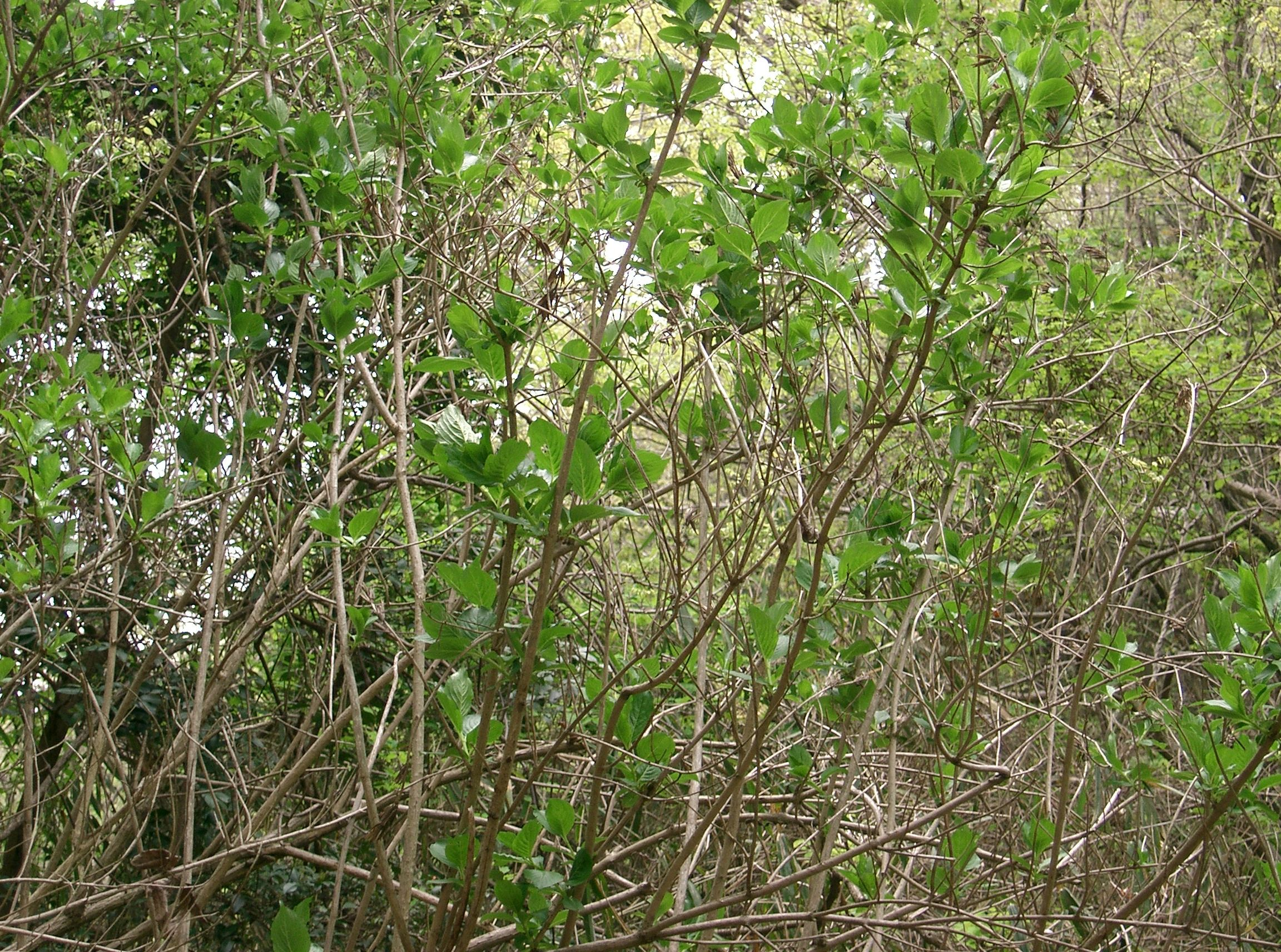
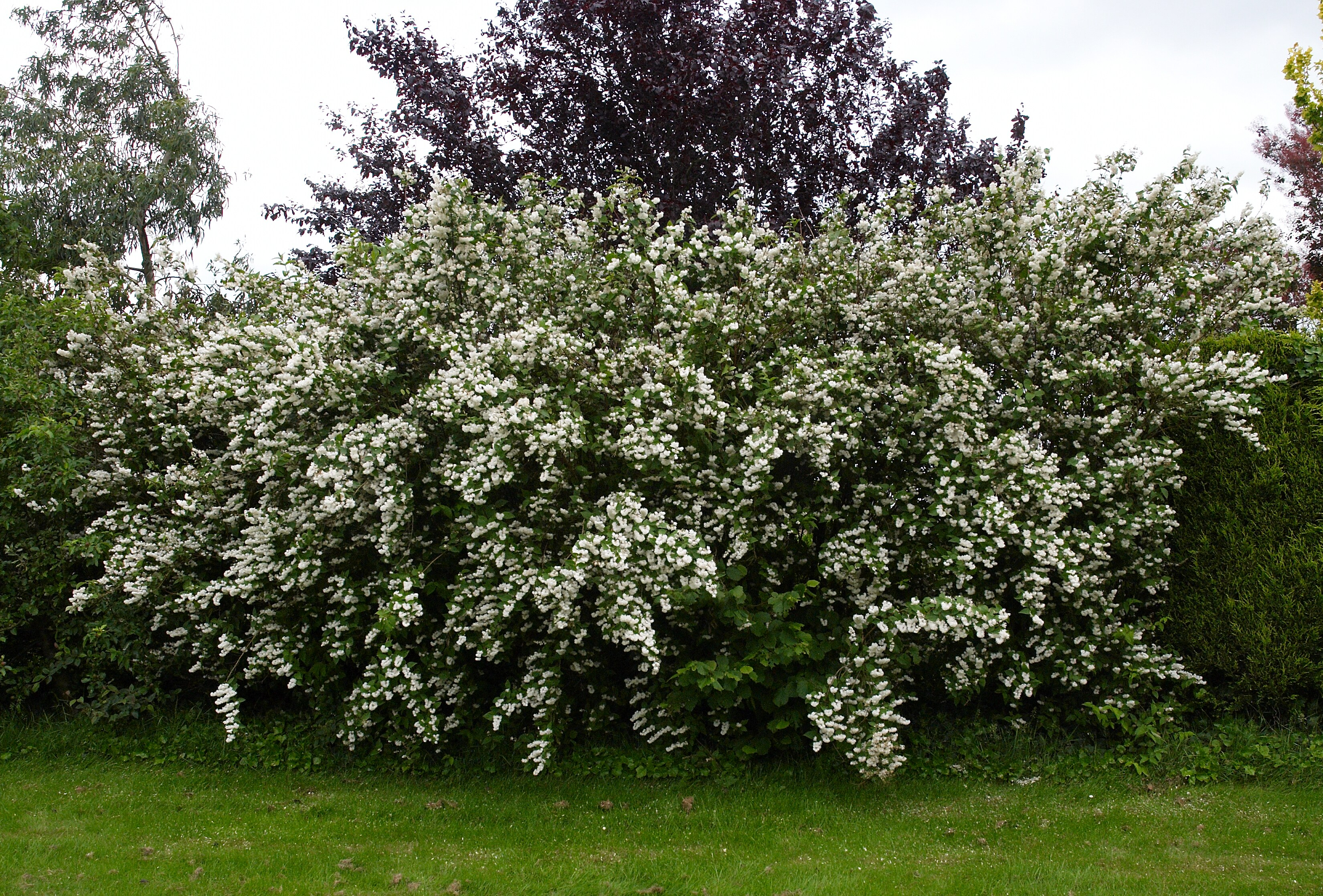